# Oberengstringen
Oberengstringen (toponimo tedesco) è un comune svizzero di 6 611 abitanti del Canton Zurigo, nel distretto di Dietikon.

## Monumenti e luoghi d'interesse

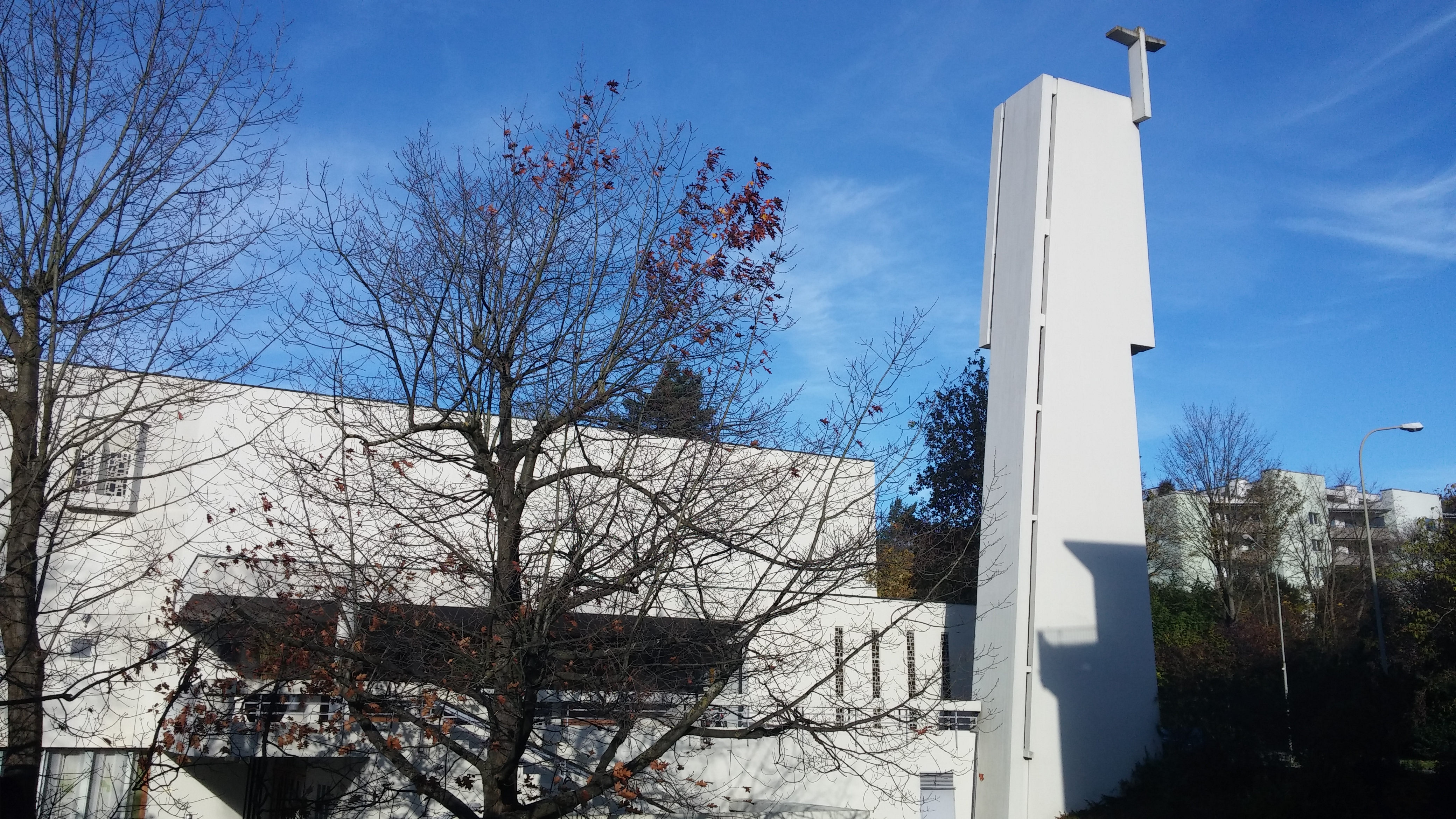
La chiesa di San Maurizio

- Chiesa cattolica di San Maurizio, eretta nel 1964 da Fritz Metzger.

## Società

### Evoluzione demografica
L'evoluzione demografica è riportata nella seguente tabella:
Abitanti censiti

## Amministrazione
Ogni famiglia originaria del luogo fa parte del cosiddetto comune patriziale e ha la responsabilità della manutenzione di ogni bene ricadente all'interno dei confini del comune.